# Battaglia di Passchendaele
La battaglia di Passchendaele (conosciuto anche come terza battaglia di Ypres) è stata combattuta durante la prima guerra mondiale, dai britannici e i loro alleati contro l'Impero tedesco. Avvenne sul fronte occidentale tra il 31 luglio e il 6 novembre 1917. L'obiettivo consisteva nel prendere possesso dei crinali meridionali e orientali nei pressi della città belga di Ypres nelle Fiandre Occidentali. Passchendaele si trova sull'ultimo crinale orientale rispetto a Ypres. L'avanzata faceva parte di un complesso insieme di operazioni che dovevano portare al controllo totale delle Fiandre. Lo scontro finale si sarebbe svolto nel saliente di Ypres, dove si sarebbero dovute riunire numerose truppe provenienti da diverse direzioni. Tra le operazioni pianificate era previsto anche uno sbarco sulle coste del Belgio presso Nieuwpoort, ancora in possesso dei tedeschi.
La resistenza della 4ª armata tedesca, il tempo insolitamente piovoso, l'arrivo dell'inverno e altri fattori permisero ai tedeschi di evitare una ritirata generale, che in ottobre era apparsa quasi inevitabile. In particolar modo ebbe grande importanza la disfatta di Caporetto delle truppe italiane, che costrinse i britannici e i francesi a inviare divisioni di rinforzo per evitare che l'Italia uscisse dal conflitto; di conseguenza il fronte di Ypres ne risentì. La campagna terminò in novembre, quando le truppe canadesi catturarono Passchendaele.
Per le elevatissime perdite subite, i modesti risultati e l'incapacità dei generali britannici, la battaglia di Passchendaele nella storiografia britannica è sinonimo di fiasco militare, mentre Basil Liddell Hart l'ha definita "il più triste dramma della storia militare inglese".

## Antefatti

### Pianificazione dello sbarco a Middelkerke
Le ragioni della battaglia di Passchendaele vanno innanzitutto ricercate nella personalità del generale britannico Douglas Haig. Molti storici lo hanno sovente considerato un comandante particolarmente ottuso, privo d'inventiva e "conservatore"; in realtà, una volta diventato comandante della British Expeditionary Force (BEF) nel dicembre 1916, si adoperò sempre per innovare la strategia militare (fu lui a introdurre i carri armati sul campo di battaglia in occasione dello scontro sulla Somme). La sua attenzione era fortemente rivolta al fronte occidentale e non aveva mai perso la speranza nello scontro frontale nelle Fiandre: elaborò un complesso piano studiato nei minimi dettagli che aveva come grande obiettivo lo sbarco nella zona costiera delle Fiandre e la conseguente "pulizia" del luogo; l'operazione doveva concludersi con una spinta in profondità contro Roeselare e Bruges, che poi avrebbe portato ad allacciarsi al saliente di Ypres, dove doveva svolgersi lo scontro finale.

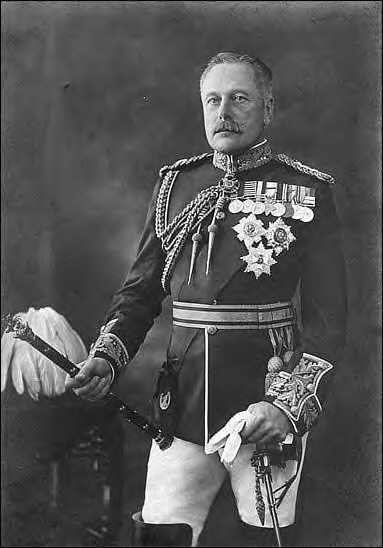
Il comandante della British Expeditionary Force Sir Douglas Haig

Sin dalla nomina a comandante del BEF, Haig aveva intrattenuto una stretta collaborazione con l'ammiraglio della Royal Navy Reginald Bacon (all'epoca a capo della Dover Patrol), il quale infiammò facilmente il generale con l'idea originale di uno sbarco con mezzi anfibi. Nella primavera del 1917 Haig ordinò a Bacon di mettere a punto un piano dettagliato. Appena due mesi dopo l'ammiraglio propose di utilizzare sei pontoni armati e circa un centinaio di motovedette per far sbarcare novemila soldati nei pressi di Ostenda. A questo si sarebbe aggiunto un attacco verso nord-est proveniente dalla vicina città di Nieuwpoort che avrebbe offerto una protezione sul fianco destro. Dopo lo sbarco si sarebbero aggiunte alla guarnigione locale tre divisioni di fanteria, per poi attaccare Ostenda e annichilire il fianco destro dell'esercito tedesco.

#### Intervento di Hunter-Weston
Haig rimase impressionato in modo così favorevole che decise di coinvolgere anche un veterano della Campagna di Gallipoli: il colonnello Aymler Hunter-Weston. Questi, però, sconvolse completamente i progetti sino ad allora elaborati. Hunter-Weston era infatti scettico riguardo al successo dell'operazione; riteneva che i tedeschi avessero preso troppe precauzioni onde evitare uno sbarco nemico e che quindi una sola azione sarebbe risultata troppo rischiosa e soggetta a fallimento. Chiese allora di organizzare una serie di manovre di sbarco su un tratto di costa più vicino a Nieuwpoort, precisamente nella zona di Middelkerke. Poiché la prospettiva della costruzione di mezzi anfibi era ben lungi dal diventare reale (fondamentalmente perché mancavano materiali da costruzione, come l'acciaio, molto richiesto per incrementare le artiglierie, Bacon e Hunter-Weston proposero a Haig l'utilizzo di tre piattaforme galleggianti di circa 190 m, per trasportare ciascuna una divisione. Haig acconsentì entusiasta, anche perché in questo modo avrebbe potuto schierare i suoi beneamati carri armati.

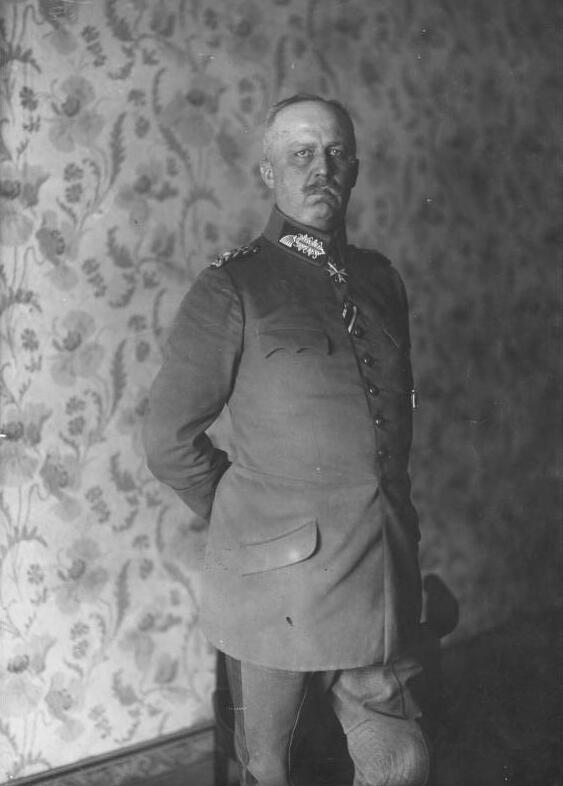
Il generale tedesco Erich Ludendorff in un'immagine del 1915

Haig, Bacon e Hunter-Weston cominciarono a mettere in pratica i loro progetti innanzitutto modificando i carri armati per affrontare il terreno collinoso a ridosso della zona dello sbarco e poi dando inizio agli addestramenti dei soldati (furono allestiti due campi d'addestramento a Dover e a Le Clipon). Non senza interruzioni, alla fine la data dello sbarco fu fissata per l'8 agosto. Bacon e Hunter-Weston stabilirono la composizione delle unità: 4 500 uomini, 9 carri armati, 12 cannoni da campagna, 6 obici d'assedio, tre sezioni mobili di mitragliatrici, 600 biciclette e 9 motociclette.

#### Interferenze del primo ministro britannico
Un cambio di scena rischiò di mandare in fumo i propositi di Haig. Il primo ministro britannico David Lloyd George, decisamente alieno dalla mentalità "occidentalista" di Haig, tentò di dirottare le forze dal fronte di Ypres su quello italiano, convinto che aiutando il generale Luigi Cadorna contro gli austro-ungarici, avrebbe eliminato il principale alleato tedesco, potendosi poi dedicare al fronte del Belgio. Haig non nutriva alcuna stima nei confronti di Cadorna e riteneva inutili i suoi sforzi sul fronte dell'Isonzo. Alla fine riuscì a convincere il suo unico superiore (nonché buon amico), il capo di stato maggiore imperiale, generale William Robertson, a spiegare al primo ministro l'impossibilità della sua richiesta. Haig poté tornare a coltivare i suoi progetti di sbarco a Middelkerke.

### Gli ammutinamenti nell'esercito francese
Nella battaglia di Passchendaele l'esercito britannico non poté contare molto su quello francese, segnato da uno degli episodi più delicati e critici della prima guerra mondiale. Il 27 maggio 1917 comuni fenomeni di diserzione si tramutarono in un vero e proprio ammutinamento generale. Sullo Chemin des Dames si ritirarono nelle retrovie 30 000 soldati e alcuni arrivarono a occupare edifici dei quattro villaggi di Soissons, Villers-Cotterêts, Fère-en-Tardenois e Cœuvres rifiutandosi di tornare a combattere. Gli ammutinati tentarono di andarsene in treno dalla stazione di Fère-en-Tardenois, ma le vetture vennero bloccate. Il 1º giugno un reggimento di fanteria francese s'impadronì della città di Missy-aux-Bois nominando un "governo" pacifista. Questa situazione durò una settimana, sino a quando le autorità militari, sotto il pugno di ferro del "generalissimo" Pétain, iniziarono gli arresti e i processi di massa. I tribunali militari giudicarono colpevoli 23 395 soldati, ne condannarono a morte più di 400; ne furono fucilati 50 e i restanti costretti ai lavori forzati nelle colonie penali. Questa parentesi "rivoluzionaria" ebbe i suoi effetti positivi per i rivoltosi. Pétain introdusse immediate facilitazioni, come periodi di riposo più lunghi, congedi più frequenti e rancio migliore. Il 18 giugno così si rivolse ai suoi comandanti: 

Sei settimane dopo ogni forma di ammutinamento cessò. L'esperienza fece comprendere che i soldati non erano più disposti a sopportare ulteriormente una guerra di attacco e che si sarebbero limitati a mantenere le posizioni. Il peso del fronte occidentale cadde sulle spalle dei britannici. Lo storico inglese John Keegan, in un articolo pubblicato il 13 maggio 1994 in "The Times Literary Supplement" intitolato "An Army downs tools", scrisse: 

### Battaglia di Messines: 21 maggio - 7 giugno

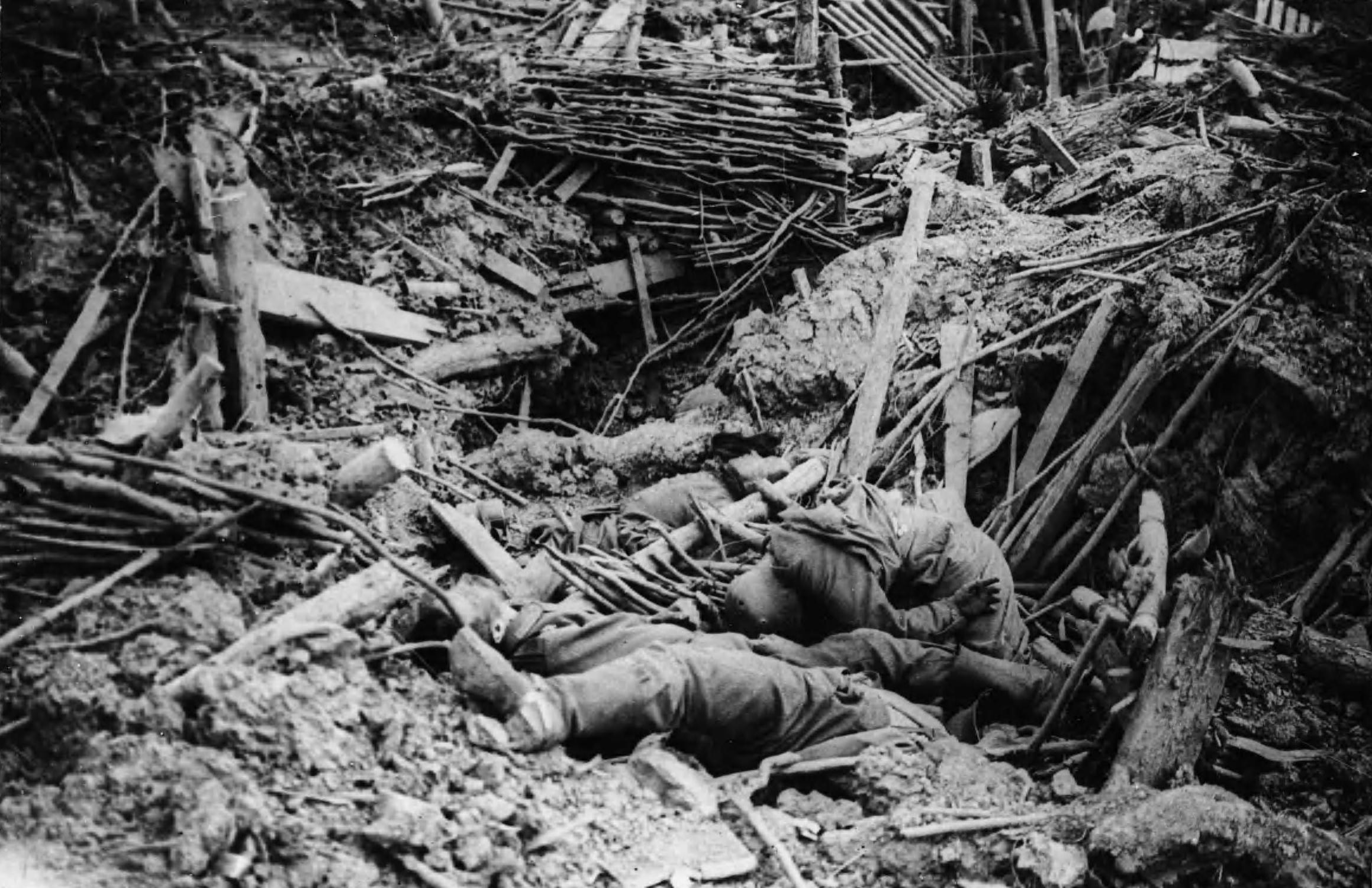
Trincee tedesche devastate dalle esplosioni a Messines

Nella battaglia di Messines, combattuta tra il 21 maggio e il 7 giugno 1917 nelle Fiandre, avvenne "l'azione più importante mai compiuta dalle squadre di minatori arrivate in Francia due anni e mezzo prima". In un periodo di sei mesi, minatori britannici, canadesi e australiani avevano scavato numerose gallerie, nelle quali vennero poi piazzate diciannove mine, con un potenziale esplosivo pari a 500 tonnellate.
Lo scontro diretto risultò praticamente superfluo. Il generale a comando della spedizione era Herbert Plumer, noto per l'insolita umanità nei confronti delle vite dei suoi uomini (curiosamente, però, gli venne affidata la gestione del saliente di Ypres, uno dei teatri più sanguinosi della Grande Guerra). Plumer elaborò un piano che avrebbe indebolito notevolmente l'avversario prima dello scontro. Quando esplosero le mine (piazzate a 30 m sotto le trincee tedesche) l'effetto fu devastante e immediato: circa 10 000 soldati tedeschi furono uccisi sul colpo o completamente sepolti, migliaia rimasero tramortiti e 7 354 furono fatti prigionieri. Inoltre, subito dopo le deflagrazioni (che si sentirono chiaramente in tutta l'Inghilterra meridionale) seguì un bombardamento d'artiglieria di 2 266 cannoni britannici. Quattro giorni dopo le esplosioni sotterranee, i tedeschi furono costretti ad abbandonare Wytschaete e Messines, spostandosi più a est. La ritirata fu eseguita con rapidità e precisione sotto la guida del principe Rupprecht di Baviera.
La battaglia di Messines, considerato un vero "capolavoro della guerra d'assedio", stranamente ebbe influssi negativi sulla successiva azione nelle Fiandre. Secondo lo studioso britannico Basil Liddell Hart, questo trionfo strategico portò a suscitare vane speranze riguardo a un'operazione che si rivelò completamente differente.

## Svolgimento della battaglia
(Dichiarazione di un alto ufficiale del quartier generale britannico dopo aver osservato personalmente l'enorme terreno paludoso che era stato il campo di battaglia di Passchendaele)

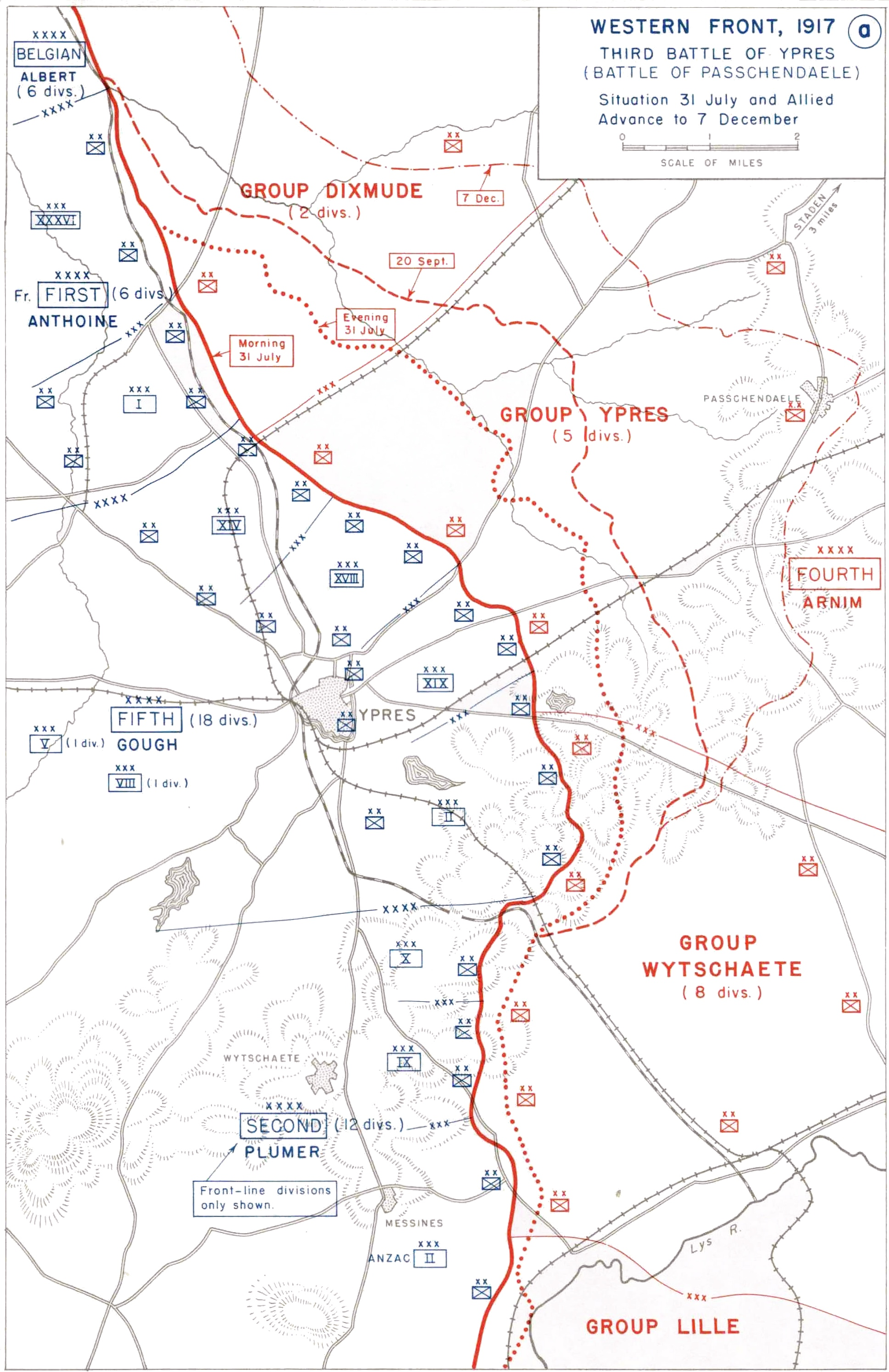
Disposizione generale delle truppe presso il saliente di Ypres.

La battaglia di Passchendaele si frantumò da agosto a novembre 1917 in una serie di successive offensive britanniche con un gran numero di piccoli scontri, tutti combattuti con l'obiettivo di conquistare modeste posizioni tattiche intorno a Ypres, nella speranza da parte dell'alto comando alleato di riuscire a logorare progressivamente le forze tedesche al punto tale da provocarne il crollo.

### Prima fase

#### Nomina del generale Gough
In seguito al vittorioso combattimento a Messines, Douglas Haig nominò come comandante della 2ª armata il generale Hubert Gough, che sostituì così Plumer, che tanto bene aveva saputo gestire lo scontro. Questo si rivelò un grave errore. Gough, giovane ufficiale di cavalleria, conosceva poco il saliente e sviluppò una strategia di attacco completamente diversa da quella elaborata in precedenza da Plumer. Quest'ultima consisteva in una serie di modesti slanci di fanteria sotto copertura delle artiglierie campali, per conquistare i bassi crinali intorno a Ypres. Gough, invece, si prefisse obiettivi alquanto distanti e irrealistici che ritardarono l'offensiva. Questo cambiamento strategico, unito ai ritardi dovuti all'arrivo della 1ª armata francese comandata dal generale François Anthoine, posticipò lo scontro di ben sette settimane. In tal modo tutto il vantaggio ottenuto con il combattimento a Messines andò perduto e i tedeschi colsero al volo l'opportunità per organizzarsi, costruendo persino numerose postazioni fortificate in cemento armato. Di conseguenza, anche lo sbarco a Middelkerke venne posticipato al 24 agosto o, addirittura, al 6 settembre.

#### Battaglia di Pilckem: 31 luglio
Dopo un'importante offensiva aerea, che garantì ai britannici il controllo del cielo, avvenne il primo scontro diretto. L'obiettivo consisteva nella conquista dell'altura di Pilckem. Alle 03:50 del mattino del 31 luglio nove divisioni britanniche uscirono all'assalto dalle trincee. Tecnicamente la battaglia è da annoverare tra le vittorie britanniche, ma in realtà furono molti gli svantaggi. La fanteria dell'ala sinistra di Gough, supportata da quella di Anthoine, riuscì a guadagnare 3 km, occupando gran parte dell'altura, ma al contempo il centro si indebolì indietreggiando di 550 m. I britannici catturarono 8 000 soldati tedeschi e 67 cannoni al prezzo, però, della perdita di 17 dei 19 carri armati sul campo. Dopo la recente esperienza alla Somme, i tedeschi si erano infatti attrezzati in modo tale da contrastare questi mezzi corazzati: avevano a disposizione numerosi fucili anticarro (i Mauser calibro 13,2 mm "T-Gewehr"), in grado di perforare le blindature dei Mark V britannici. I carri erano anche limitati in quanto a mobilità a causa dei continui bombardamenti che trasformavano il terreno in un acquitrino mortale. Così descrive la situazione il soldato semplice Charles Miles (10º battaglione Royal Fusiliers):

#### Battaglia di Quota 70: 15 - 25 agosto
La battaglia di Quota 70 avvenne tra le truppe canadesi e cinque divisioni della 6ª armata tedesca. La battaglia, voluta dagli alleati, si svolse lungo il fronte occidentale nella periferia di Lens nella regione francese a nord del Passo di Calais, tra il 15 e il 25 agosto 1917. L'obiettivo era duplice: sfoltire le linee tedesche e conquistare Lens. Come ammise lo stesso generale tedesco Hermann von Kuhl, la battaglia fu una grave sconfitta per l'esercito del Kaiser ma, ad ogni modo, Lens continuò a rimanere in mano tedesca.

#### Battaglia di Langemarck: 16 – 18 agosto

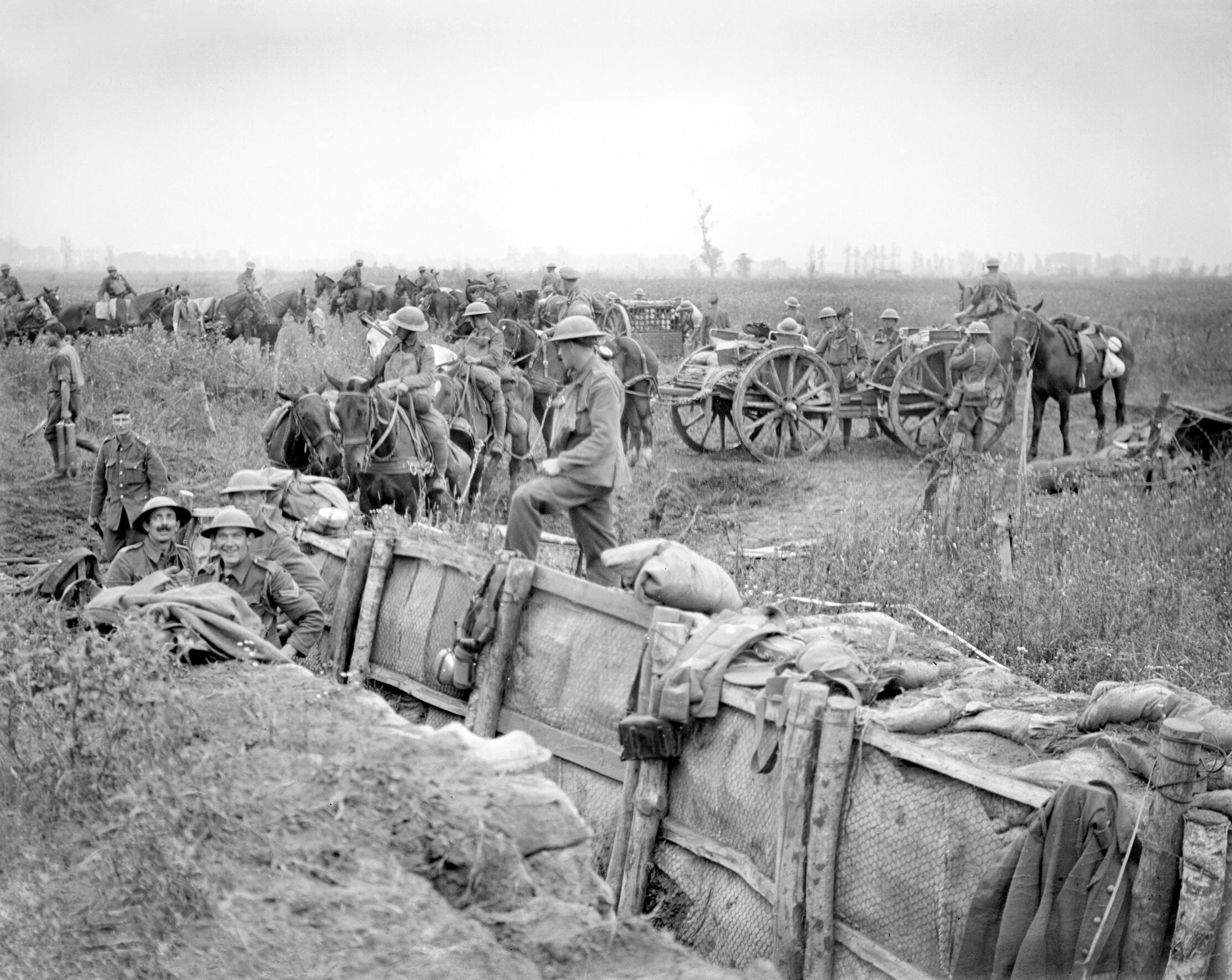
Soldati britannici di una batteria di cannoni da campagna da 18 libbre impegnati nell'occupare una nuova posizione (31 luglio)

Il quartier generale della quinta armata venne influenzato dagli effetti che il ritardo avrebbe avuto sull'operazione costiera, che richiedeva l'alta marea alla fine di agosto o sarebbe stata posticipata al mese seguente. Gough ritenne che il resto del fronte (appena oltre la linea tedesca Wilhelm dal bosco del Poligono sino a Langemarck) dovesse essere conquistato e il fiume Steenbeek superato più a nord. I tentativi della fanteria tedesca di avanzare oltre vennero fermati dal fuoco dell'artiglieria britannica con dure perdite. Il 16 agosto avvenne dunque la conquista del villaggio, che però fu ripreso poco dopo dai tedeschi: l'avanzata a nord nell'area del XVIII corpo riprese e venne nuovamente conquistata l'area nord di St. Julien e quella sud-est di Langemarck, mentre il XIV corpo catturò Langemarck stesso e la linea Wilhelm a nord della linea ferroviaria di Ypres–Staden vicino a Kortebeek. Ad ogni modo, la situazione rimase in mano britannica, in quanto i "Tommies" di Sua Maestà erano riusciti a espugnare le casematte nemiche, grazie ai carri armati, indebolendo le postazioni avversarie. Inoltre intervennero i francesi che, con un attacco diversivo, batterono i tedeschi con un'offensiva a Verdun (durante la quale furono catturati oltre 5000 soldati teutonici).

#### Seconda offensiva a Verdun: 20 agosto
Philippe Pétain, in qualità di suo comandante, aveva impegnato la seconda armata francese nell'attacco a Verdun a metà luglio in aiuto dell'operazione nelle Fiandre. La seconda offensiva della battaglia di Verdun subì un ritardo, in parte dovuto a degli ammutinamenti che l'armata francese stava soffrendo dopo la disastrosa offensiva Nivelle, e in parte perché un attacco tedesco a Verdun (28-29 giugno) tolse ai francesi una zona del territorio considerata un punto focale dell'attacco francese. Un contrattacco francese conquistò il territorio il 17 luglio, ma poi i tedeschi riuscirono a riprenderlo il 1º agosto, per poi guadagnare terreno verso il lato orientale il 16 agosto. La seconda offensiva a Verdun iniziò il 20 agosto ed entro il 9 settembre erano stati fatti 10 000 prigionieri. Il combattimento continuò in modo sporadico a ottobre. Erich Ludendorff, generale tedesco vicino al capo di stato maggiore generale Paul von Hindenburg, scrisse: 
(Ludendorff, memorie)
 Fin tanto che le locali divisioni Eingreif rimasero nelle Fiandre non ci furono ulteriori contrattacchi.

#### Sospensione degli attacchi britannici

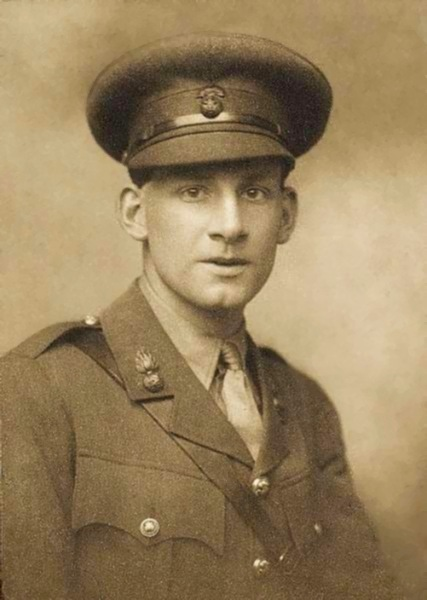
L'ufficiale Siegfried Sassoon in una fotografia scattata in tempo di guerra (1915).

Il paesaggio "lunare" che si era creato intorno a Ypres rese talmente ingestibile la situazione che l'alto comando britannico dovette sospendere le operazioni (2 agosto 1917). Haig dovette lottare duramente per evitare un'interruzione definitiva dell'offensiva (il gabinetto di guerra era stato fortemente impressionato dal numero di vittime). Inoltre, pochi giorni prima, l'ufficiale britannico decorato Siegfried Sassoon aveva inviato una lettera di denuncia ai suoi superiori, ripresa dalla stampa Anglo-sassone:

### Seconda fase

#### Battaglia della strada di Menin: 20 - 25 settembre

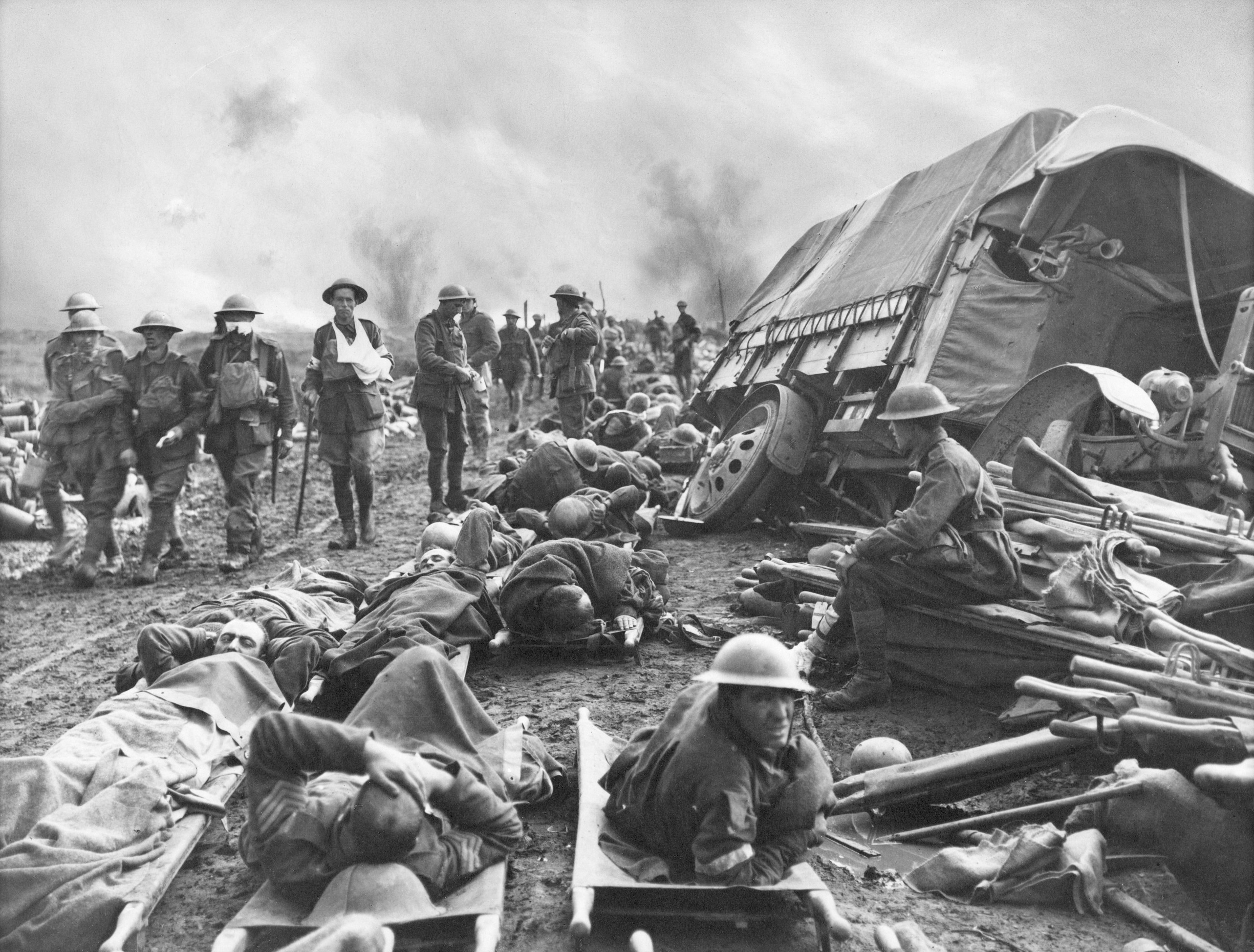
Soldati feriti dopo la battaglia della strada di Menin

La seconda fase si riaprì con il ritorno del generale Herbert Plumer. Questi, come già detto, caratterizzato dall'umanità nei confronti dei suoi uomini, riuscì a risparmiare parecchie vite.
La battaglia della strada di Menin durò dal 20 al 25 settembre e fu caratterizzata da un costante avanzamento inglese col sistema dello "Sbarramento mobile" (o "Creeping Barrage", in tedesco "Feuerwalze", "rullo di fuoco"), che consisteva in uno spostamento in avanti dei fanti, sotto copertura del fuoco d'artiglieria; raggiunto il loro obiettivo, attendevano che l'artiglieria si muovesse in avanti e così via.
Il 20 settembre gli alleati attaccarono su un fronte di 14 500 iarde (13 300 m) e catturarono gran parte degli obbiettivi a una profondità di circa 1 500 iarde (1 400 m) a mezzogiorno. I tedeschi fecero molti contrattacchi, dalle 15.00 fino al crepuscolo, ma fallirono nel tentativo di riprendere terreno o anche di penetrare nelle file nemiche della seconda armata. L'attacco ebbe successo e dimostrò la difficoltà dei tedeschi di fermare un'offensiva ben organizzata e in buone condizioni climatiche. Si tennero degli attacchi minori dopo il 20 settembre ed entrambi gli schieramenti approfittarono della situazione per riorganizzare le proprie posizioni. Un attacco tedesco del 25 settembre conquistò nuovamente alcune casematte al confine sud-ovest del bosco del Poligono, ma al prezzo di numerose vittime. Non molto dopo, le posizioni tedesche vicino al bosco vennero conquistate dai britannici nel corso del successivo attacco di Plumer del 26 settembre.

#### Battaglia del bosco del Poligono: 26 settembre

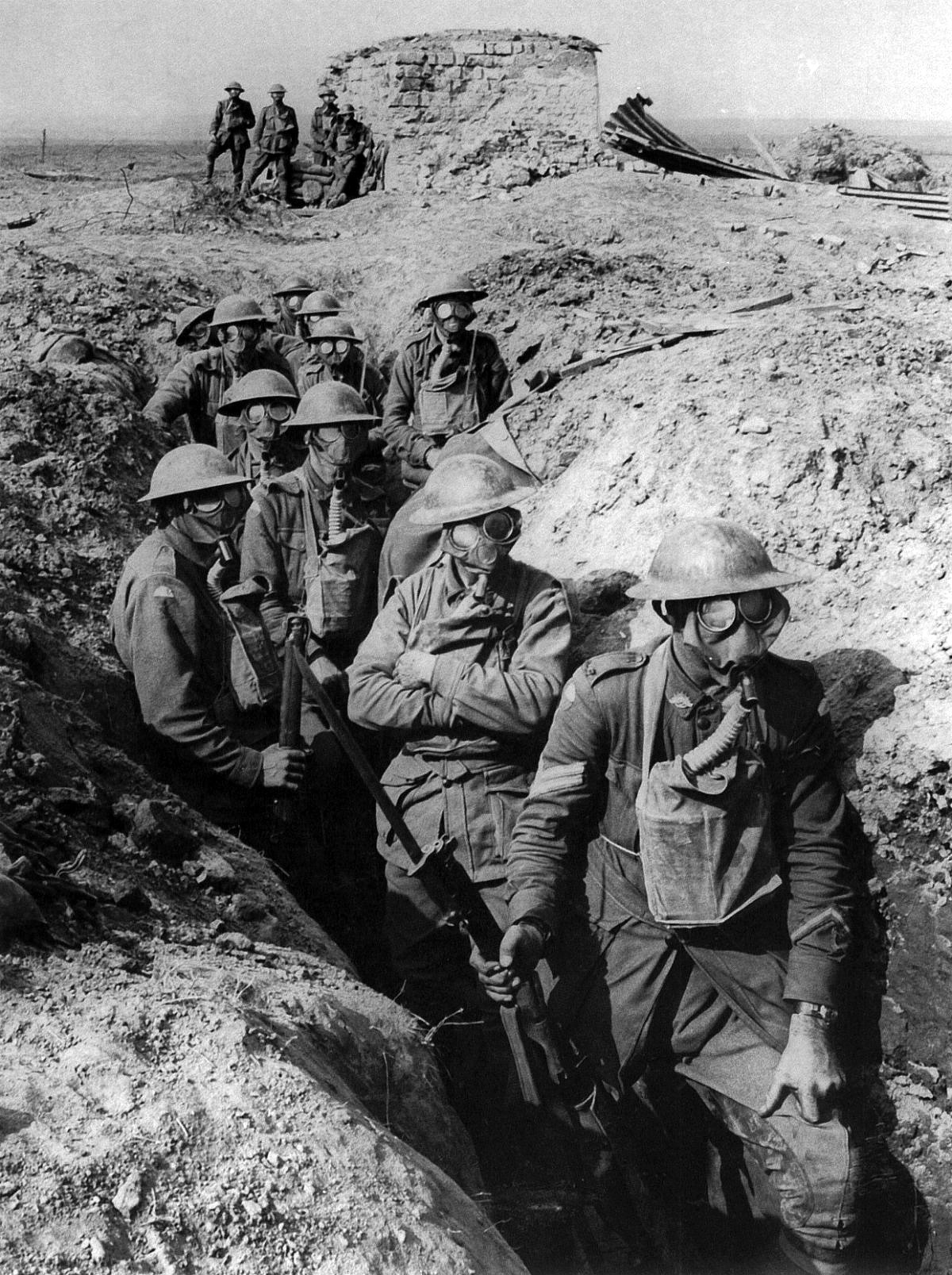
Fanteria australiana con maschere anti-gas a Ypres (settembre 1917)

La seconda armata cambiò il fronte del proprio corpo poco prima dell'attacco del 20 settembre, in modo tale che ogni divisione potesse concentrarsi su un fronte di 1 000 iarde (910 m). Strade e ferrovie vennero estese verso la nuova linea del fronte per permettere all'artiglieria e alle munizioni di muoversi avanti. L'artiglieria del VIII e del IX corpo minacciò di attaccare Zandvoorde e Warneton. Alle 5.50 del mattino del 26 settembre i cinque strati di sbarramento dell'artiglieria britannica cominciarono il fuoco. Polvere e fumo si unirono alla nebbiolina di quella mattina, così le truppe di fanteria dovettero avvalersi delle bussole per orientarsi. Ciascuna delle tre divisioni tedesche attaccate il 26 settembre ricevettero un'altra divisione di rinforzo. Ad ogni modo, i britannici guadagnarono terreno malgrado le forti piogge avessero fortemente intralciato i movimenti delle truppe, trasformando il campo di battaglia in una palude quasi intransitabile. I contrattacchi nemici vennero respinti soprattutto grazie all'efficace intervento dell'artiglieria britannica e i tedeschi poterono soltanto raggiungere il terreno dove i sopravvissuti della prima linea si erano ritirati.

#### Conclusione della seconda fase
La seconda fase della terza offensiva di Ypres si concluse, dunque, con piccoli successi tattici che permisero agli alleati di rendere più forte la loro linea. Si distinsero, in particolare, le truppe coloniali neozelandesi e australiane (le cosiddette "ANZAC").
Haig, allora, decise di cambiare strategia, accontentandosi del nuovo riposizionamento, per trascorrervi l'inverno imminente. Per risollevare l'opinione pubblica, la stampa, abilmente manovrata dal generale John Charteris, annunciò l'imminente ritirata delle truppe del principe Rupprecht.

### Terza fase

#### Battaglia di Broodseinde: 4 ottobre

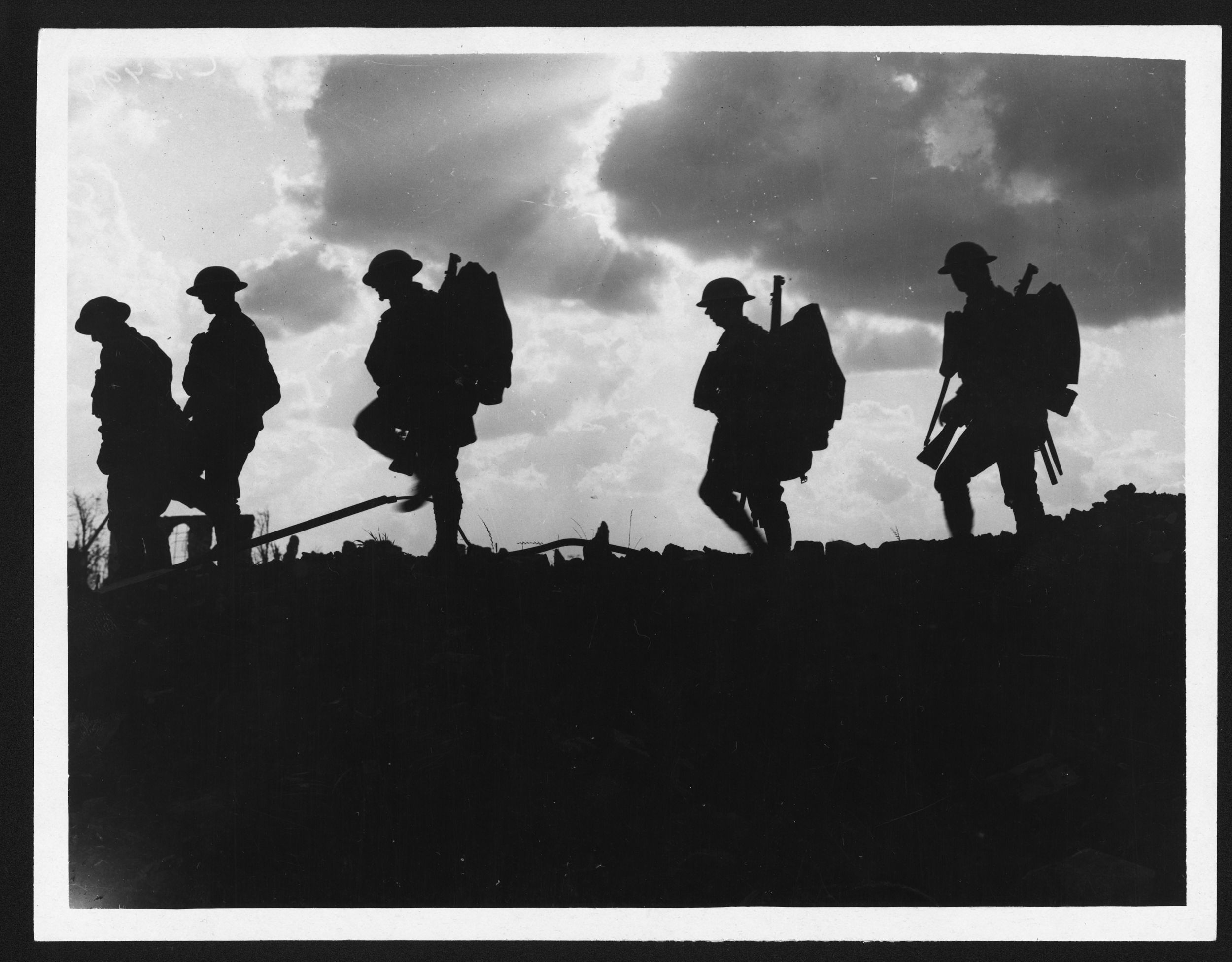
Soldati britannici avanzano durante la battaglia. Foto di Ernest Brooks.

La battaglia di Broodseinde fu l'ultima battaglia della campagna di Passchendaele in cui i britannici applicarono la tecnica del bite and hold (letteralmente: "mordi e tieni"), già prima utilizzata nelle due battaglie precedenti del 20 e del 26 settembre.
L'obiettivo britannico a Broodseinde consisteva nel catturare la cresta dell'altopiano di Gheluvelt, sul fianco sudorientale del saliente di Ypres, e proteggere così il fianco destro di quest'ultimo, consentendo ulteriori attacchi al crinale di Passchendaele verso est. Le difese tedesche nella zona consistevano principalmente di casematte che si sostenevano reciprocamente, protette da reti di filo spinato. Haig riteneva che, catturato l'altopiano di Gheluvelt, sarebbe stato possibile operare uno sfondamento tramite due ulteriori offensive, previste per il 10 ottobre (la battaglia di Poelcappelle, poi anticipata al 9) e il 13 (la Prima battaglia di Passchendaele, poi anticipata al 12). I generali subordinati, Herbert Plumer per la 2ª Armata e Hubert Gough per la 5ª Armata, ritenevano che lo sfondamento fosse imminente.
Dopo il successo riportato nella precedente battaglia della strada di Menin, i britannici avevano circa tre settimane di tempo per prepararsi alla successiva offensiva Decisero però di anticipare i tempi, programmando l'attacco per il 6 ottobre e anticipandolo poi ancora di due giorni, a causa del crescente rischio di pioggia, che già aveva influenzato la battaglia di Langemarck. L'attacco si sviluppò su un fronte di 13 km, su cui si affrontarono 12 divisioni dell'Intesa e 10 tedesche.

Complessivamente dal punto di vista tattico, l'attacco fu un successo per gli alleati, con un'avanzata media di circa 900 m. Il generale Plumer definì l'attacco 
Der Weltkrieg 1914 bis 1918, la storia ufficiale tedesca della prima guerra mondiale, si riferisce a esso come "la giornata nera del 4 ottobre".
In questa fase della campagna gli alti comandi tedeschi apparvero seriamente preoccupati per l'evoluzione sfavorevole della situazione; il generale Ludendorff discusse animatamente per telefono con il generale von Kuhl e con il colonnello von Lossberg, rispettivamente capi di stato maggiore del gruppo d'armate e della 4ª Armata, sulle tattiche migliori da impiegare. Quindi decise di recarsi sul posto per valutare personalmente la situazione. Il generale consultò i comandanti sul campo. In un primo tempo si decise di rinunciare ai costosi contrattacchi, di dislocare una divisione di riserva dietro ciascuna formazione di prima linea e di migliorare l'impiego dell'artiglieria; in un secondo tempo, dopo nuovi insuccessi locali, il generale Ludendorff ritenne necessario impiegare tattiche di difesa mobile, sgombrando la linea di difesa avanzata, concentrando il fuoco dei cannoni e rafforzando le linee sulla posizione di resistenza principale più arretrata. Queste tattiche avrebbero permesso alla fine, a costo di gravi perdite, di arrestare l'avanzata alleata.

#### Battaglia di Poelcappelle: 9 ottobre
La prima armata francese e la 2ª e 5ª armata attaccarono il 9 ottobre su un fronte di 12 km, dalla zona sud di Broodseinde sino a St. Jansbeek, e riuscirono a coprire metà della distanza tra il crinale di Broodseinde fino a Passchendaele sul fronte principale, causando molte perdite ad ambedue gli schieramenti. Il ritorno della pioggia causò difficoltà a entrambi i contendenti nel mantenere le aree conquistate. Il generale von Kuhl concluse affermando che il combattimento aveva affaticato le truppe tedesche completamente, anche se prevennero uno sfondamento, nonostante divenisse sempre più arduo sostituire i caduti.

#### Prima battaglia di Passchendaele: 12 ottobre

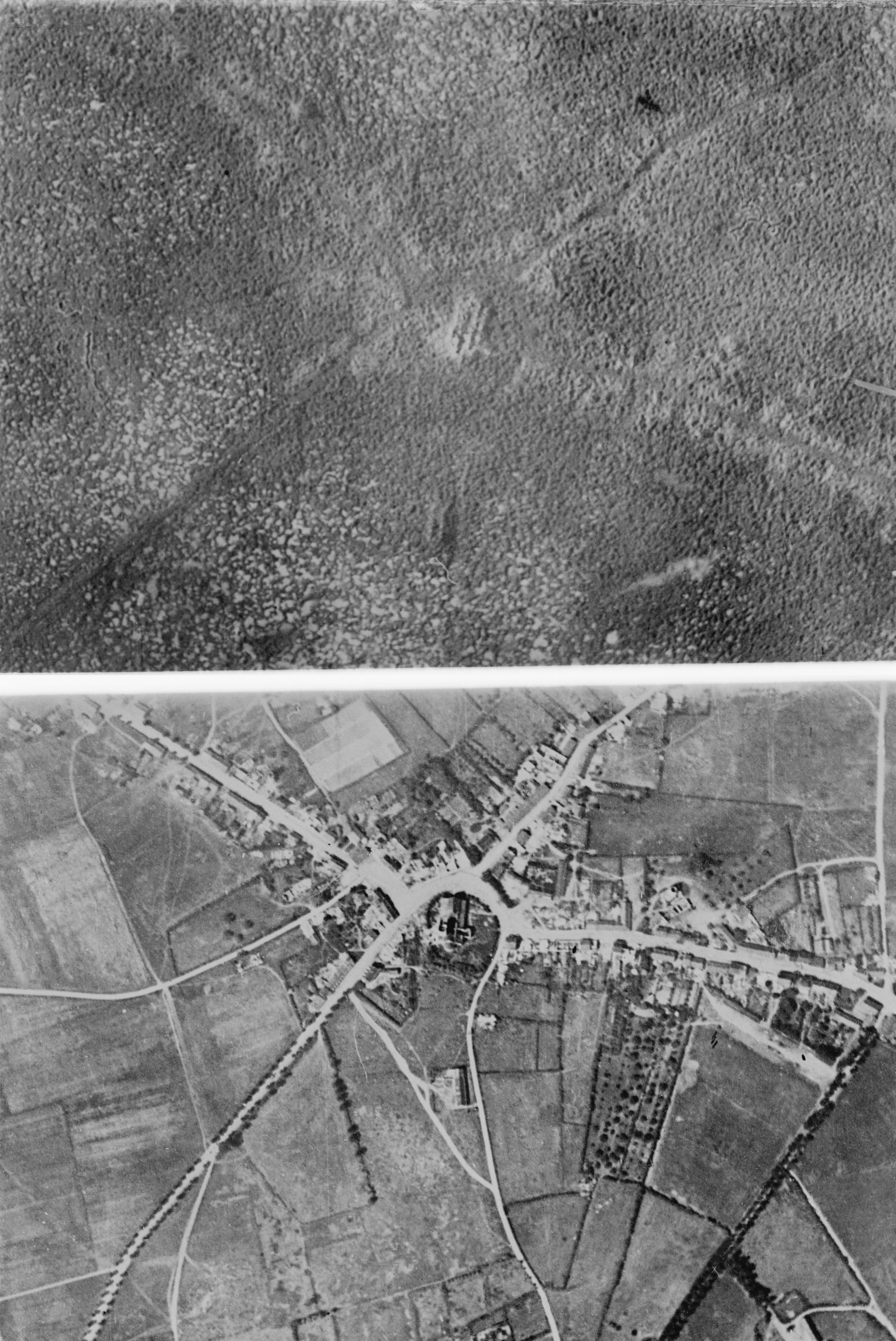
Foto aerea del villaggio di Passchendaele prima e dopo la battaglia

Incoraggiato dalla quantità di perdite tedesche durante la battaglia di Broodseinde e del conseguente abbassamento del morale tedesco, Haig cercò di riprendere rapidamente l'offensiva alleata e conquistare Passchendaele Ridge.
Come nella battaglia precedente di Poelcapelle, un completo fallimento in quanto gli alleati avevano subito gravi perdite senza risultati, anche l'attacco a Passchendaele sarebbe consistito nello sforzo congiunto della 2ª e della 5ª armata britannica. L'obiettivo era il crinale di Passchendaele, catturando il villaggio omonimo, e lo sperone Goudberg a nord.
Dato che la Quinta Armata britannica era a corto di truppe fresche, avrebbe intrapreso operazioni estese a sostegno dell'attacco limitando la sua partecipazione a proteggere il fianco della seconda armata britannica. L'ostacolo più difficile da superare erano le piogge che resero il terreno, già martoriato dal fuoco d'artiglieria, così fangoso che i militari rischiavano di venire risucchiati. Tutto ciò causò difficoltà nei movimenti sia delle truppe, ma soprattutto dell'artiglieria mobile, che doveva sempre più aumentare lo sbarramento offensivo.

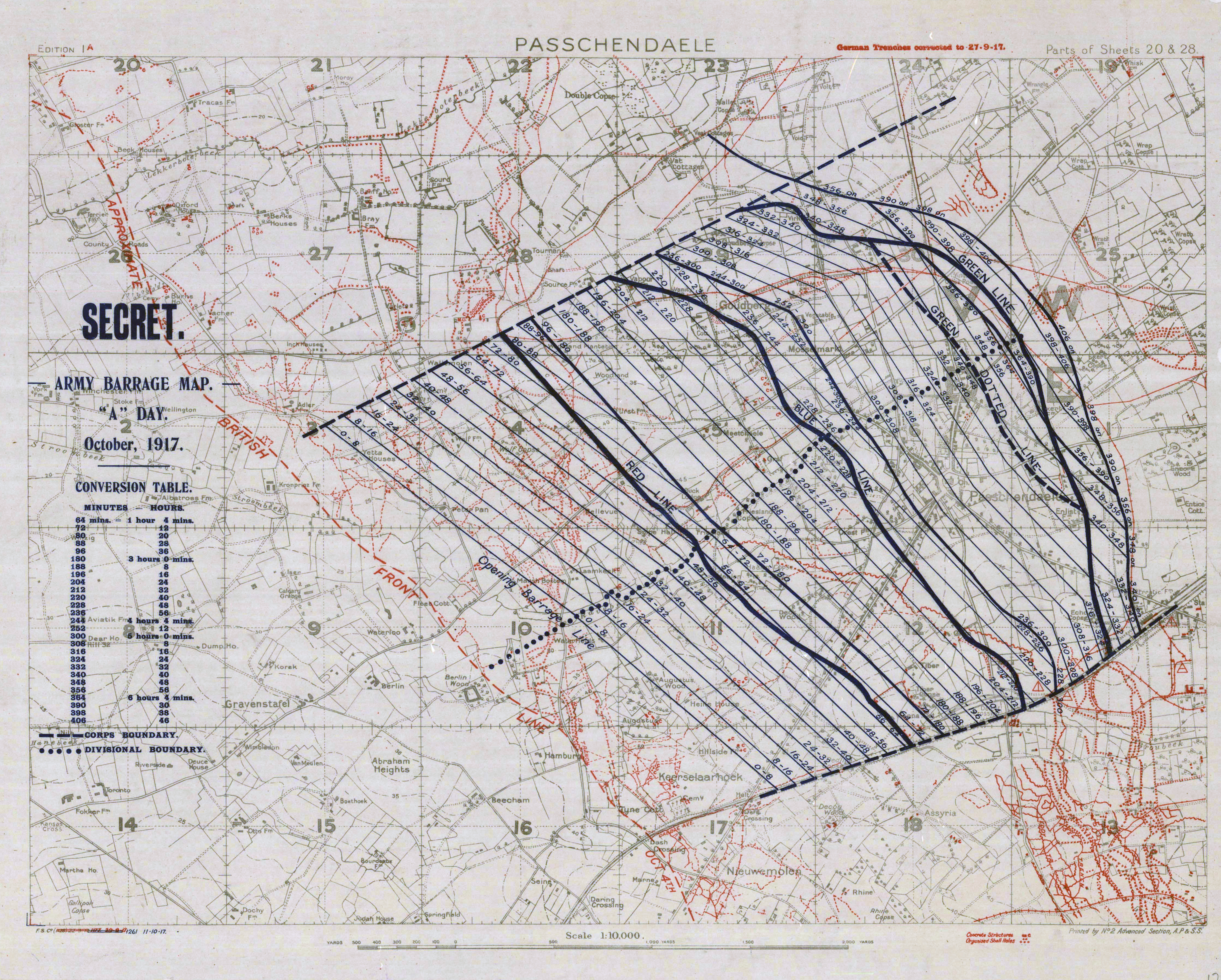
Mappa dello sbarramento offensivo dell'artiglieria alleata.

Inoltre i soldati della British Expeditionary Forces erano appesantiti da: duecento munizioni (granatieri cinquanta e addetti alle trasmissioni centocinquanta proiettili), attrezzi pesanti portati a spalla (dagli uomini più robusti), telo impermeabile nel cinturone, pacchetto di medicazione con tintura di iodio, sacchetto per la sabbia nella tasca destra della giubba, razione d'emergenza, casco antigas, una banda elastica, pinze tagliafili e guanti imbottiti (per aprire varchi nel filo spinato).
Il piano di attacco prevedeva la cattura del villaggio di Passchendaele da parte della 3ª divisione australiana e quella del Goudberg Spur da parte della Divisione neozelandese. La profondità prevista dell'avanzata era tra le 2000 e le 2500 iarde.
Ci furono 13 000 perdite degli alleati, inclusi 2735 uomini della Nuova Zelanda e 845 risucchiati nella "palude infernale". È considerato il giorno più nero delle truppe della Nuova Zelanda. In una conferenza il 31 ottobre Haig e i comandanti dell'armata si misero d'accordo nel sospendere l'attacco sino a quando le condizioni meteorologiche non si fossero "raddrizzate", perché l'artiglieria, componente fondamentale dell'attacco alleato, non era di alcuna utilità, non potendo muoversi.

#### Battaglia di Malmaison: 23 ottobre – 2 novembre
Dopo insistenti richieste da parte di Haig, Petain diede inizio alla battaglia di La Malmaison (l'ultimo della battaglia dell'Aisne). Il bombardamento preliminare d'artiglieria iniziò il 17 ottobre, con quattro mesi di ritardo in base agli iniziali piani. I tedeschi furono sconfitti rapidamente, perdendo 11 157 uomini, che vennero fatti prigionieri, e 180 armi dopo che i francesi avanzarono per 3,7 miglia (6,0 km), conquistando la cittadina di La Malmaison e guadagnando il controllo del crinale di Chemin des Dames. I tedeschi dovettero ritirarsi verso la valle di Ailette. Haig fu contento del successo francese, nonostante fosse dispiaciuto per i ritardi che avevano fatto perdere efficacia all'intera operazione nelle Fiandre.

#### Seconda battaglia di Passchendaele: 26 ottobre - 10 novembre
Il Canadian Corps, affiancato dalle truppe del II ANZAC Corps, continuò l'avanzata iniziata durante la Prima battaglia di Passchendaele, riuscendo finalmente a catturare il paese di Passchendaele. L'offensiva fu eseguita attraverso una serie di attacchi, ognuno dei quali aveva particolari obiettivi. Gli attacchi furono lanciati ad intervalli di tre o più giorni l'uno dall'altro. Le date di esecuzione dei singoli attacchi erano, provvisoriamente, il 26 ottobre, il 30 ottobre e il 6 novembre: l'azione finale, di modeste dimensioni, fu prevista per il 10 novembre.

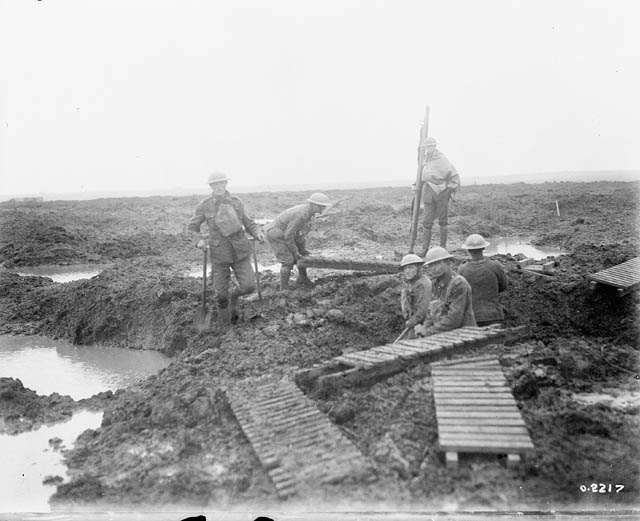
Pionieri canadesi posano sul fango passerelle da trincea per facilitare gli spostamenti.

L'attacco raggiunse l'obiettivo tattico prefissato, cioè catturare le postazioni sopraelevate lungo la linea Passchendaele-Westrozebeke, ma l'avanzata fu obbligata ad arrestarsi subito dopo aver preso Westrozebeke. Non furono condotte ulteriori azioni per sfruttare il piccolo sfondamento in questo settore. Il 24 ottobre, la 14ª armata austro-tedesca sotto il comando del General der Infanterie Otto von Below diede inizio all'operazione Waffentrue, la grande offensiva nel settore dell'Isonzo, ed in pochi giorni ottenne una schiacciante vittoria contro l'esercito italiano nella battaglia di Caporetto. Per paura che l'Italia uscisse dal conflitto, il governo francese e quello britannico promisero ciascuno di inviare rinforzi sul fronte italiano. Tutte le truppe vennero trasferite in modo rapido ed efficiente tra il 10 novembre e il 12 dicembre, grazie alla buona preparazione da parte del comandante in capo francese Ferdinand Foch, che era già stato mandato in Italia nell'aprile 1917 per occuparsi di una situazione di emergenza. In tale modo il saliente di Ypres perse l'attenzione, per necessità, delle nazioni in guerra.

## Conseguenze

### Il fallimento dello sbarco
Nella sezione "Antefatti" si è a lungo parlato della possibilità di uno sbarco a Middelkerke che potesse assicurare il fianco destro del saliente con la conquista di Roulers e Bruges, ma questo sogno, che Haig aveva coltivato con la speranza di passare alla storia, svanì nel nulla.
Il generale, nella sua comunicazione ufficiale indirizzata ai vertici dell'offensiva di Middelkerke, diede particolare enfasi alle avverse condizioni atmosferiche, che avevano già reso difficili le operazioni a Ypres. In realtà la causa fu l'incapacità delle truppe alleate di sfondare a Roulers e a Bruges.
Il 21 ottobre le truppe a lungo addestrate a Le Clipon lasciarono il campo e anche gran parte della 4ª armata affidata al generale Rawlindon lasciò la costa il 3 novembre per unirsi allo schieramento più a sud.
A che cosa è servita la battaglia di Passchendaele?
L'esercito francese, dopo le diserzioni in massa dei mesi precedenti, si era ripreso ma la conquista di appena 8 km verso est fu ridicola rispetto all'enorme numero di morti in entrambi gli schieramenti:
- Regno Unito: 62 000 morti, 164 000 feriti.
- Germania: 83 000 morti, 250 000 feriti e 26 000 prigionieri[1].

Altre fonti riportano cifre molto più elevate per i britannici. Lo storico statunitense Robert B. Asprey dà la cifra di 320 000 morti, feriti e dispersi, mentre Mario Silvestri parla di 360 000 perdite ufficialmente ammesse dai britannici dal 1º agosto al 30 novembre 1917.
Fu per questo che Passchendaele divenne il simbolo dell'intera campagna, "una terrificante carneficina nel fango delle Fiandre".

### Commemorazione

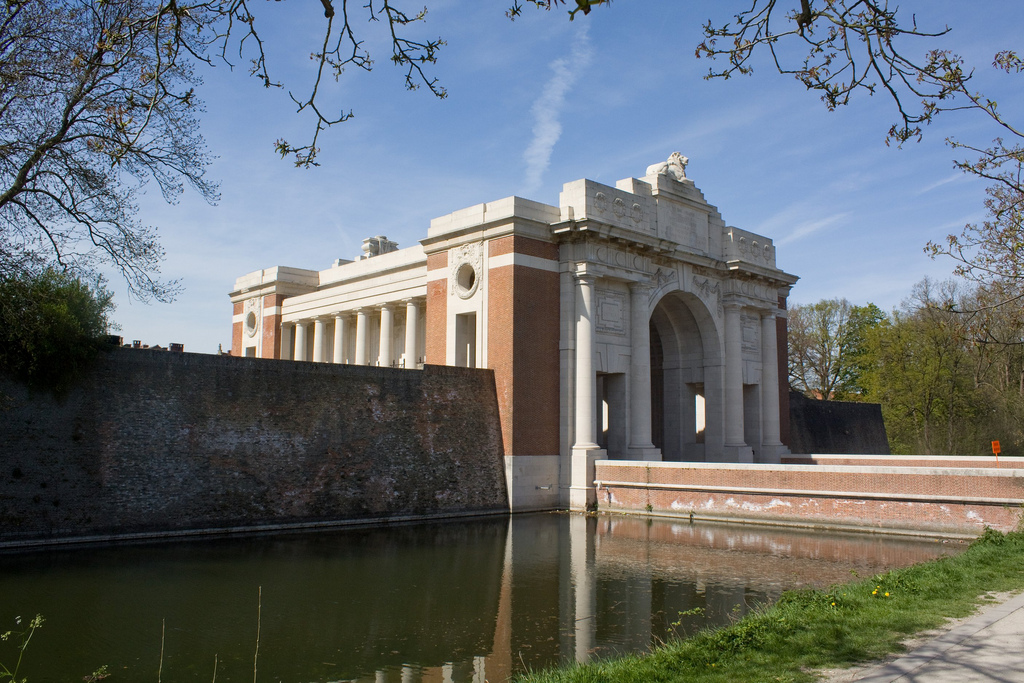
L'arco di Menin

#### Arco di Menin
È stato eretto all'estremità orientale di Ypres e si tratta del principale monumento che ricorda le tragiche morti dei soldati britannici sul saliente. Reca incisi 54 896 nomi di soldati le cui spoglie non sono mai state ritrovate, risucchiate nelle paludi infernali o rese irriconoscibili.
I lavori di costruzione cominciarono nel 1921 in base a un progetto di Sir Reginald Blomfield. Amante della classicità, ideò un monumentale arco di trionfo, lungo quaranta metri, largo quarantadue e alto venticinque, su fondamenta di 10 m di profondità per il terreno instabile. Sir Reid Dick si occupò del grandioso leone che funge da effigie in cima all'arco.
L'opera fu inaugurata il 24 luglio 1929 dal generale Plumer alla presenza del re del Belgio Alberto I e di parenti di 50 000 dispersi. In quell'occasione il poeta-soldato britannico Siegfried Sasson definì l'arco di Menin "La tomba di un delitto".

#### Cimitero britannico di Tyne Cot

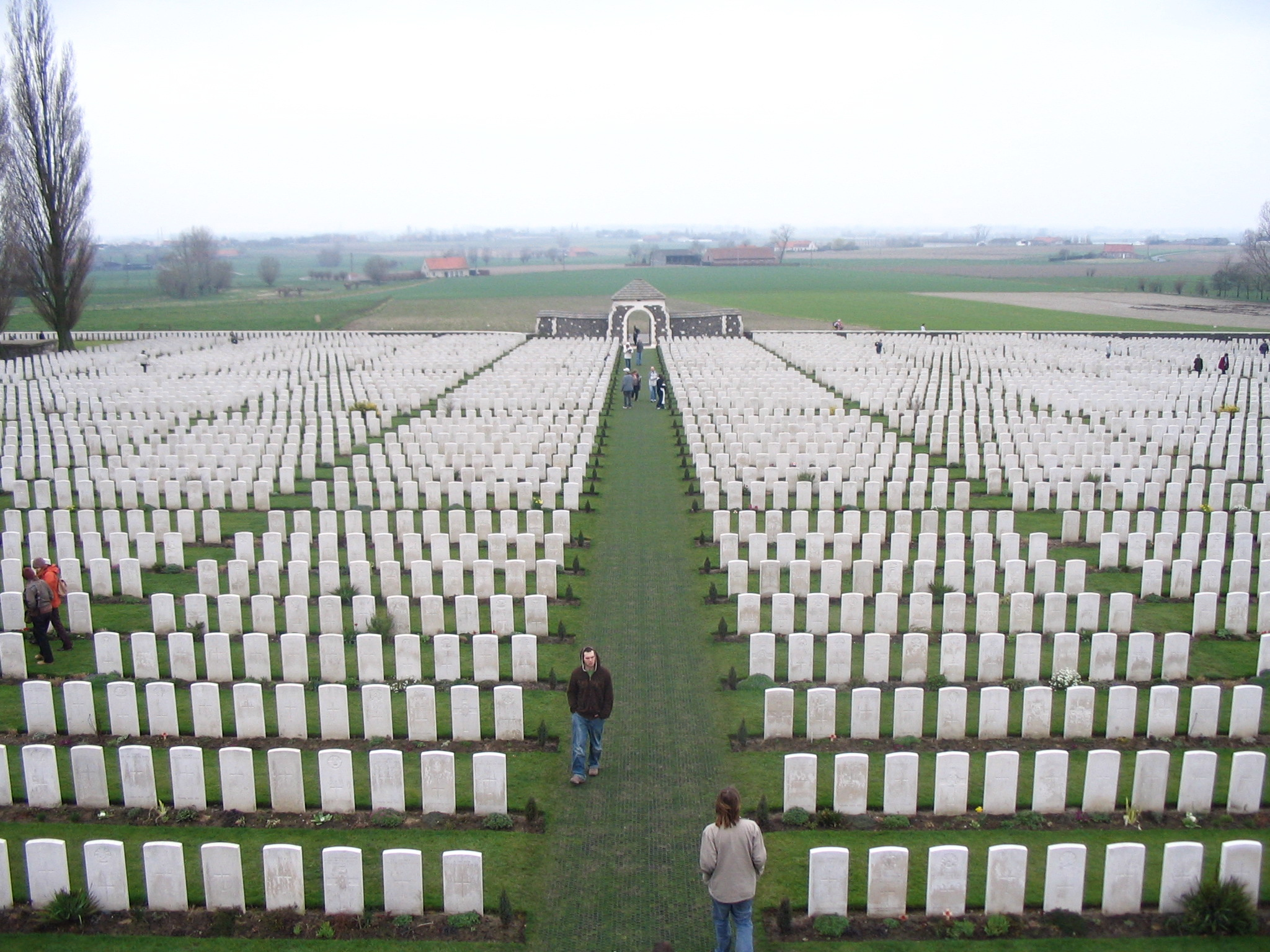
Veduta dell'enorme cimitero di Tyne Cot.

Si tratta del più grande cimitero al mondo del Commonwealth britannico, sorto sulle rovine di un'inespugnabile casamatta tedesca, conquistata il 4 ottobre 1917 dagli australiani. Dal cimitero parte un sentiero di 3 km che raggiunge il "Museo della Grande Guerra di Zonnebeek". Ogni anno più di 230 000 visitatori giungono a Tyne Cot per l'omaggio ai suoi 12 000 soldati. I canadesi che parteciparono alla seconda battaglia di Passchendale sono commemorati con il memoriale di Passchendaele situato alla fattoria di Crest su un crinale a sud del villaggio.

#### Cimitero tedesco di Langemark
Fu creato anche un camposanto dedicato ai tedeschi, un cimitero con circa 44 292 militari, di cui 7575 sconosciuti, originariamente sotterrati nei cimiteri provvisori sorti nelle zone più devastate (Passchendaele, Poelcapelle ecc. ...). È presente una scultura di Emil Krieger, quattro soldati che osservano le tombe dei propri commilitoni. Lungo il muro perimetrale si possono trovare resti di alcuni bunker tedeschi.

#### La battaglia nella cultura di massa
Il famoso gruppo heavy metal inglese Iron Maiden ne parla nella sua canzone Paschendale, l'ottava traccia nel loro tredicesimo album in studio, Dance of Death del 2003.
Anche il gruppo metal svedese dei Sabaton ne parla in una loro canzone "The Price of a Mile" contenuta nel loro album "The Art of War"(2008).
Passchendaele, film canadese del 2008.